# Amado Guevara
Amado Guevara Rinaldi (Tegucigalpa, Francisco Morazán, Honduras, 2 de mayo de 1976) es un exfutbolista y entrenador hondureño

## Trayectoria

### Como jugador
El ’Lobo’ comenzó su carrera futbolística jugando para el Club Deportivo Motagua de Tegucigalpa en Honduras. En ese Club, este jugador se coronó campeón en las temporadas: 1997-1998 Ap., 1997-1998 Cl., 1999-2000 Ap., 1999-2000.
Antes de jugar en la MLS de los Estados Unidos Guevara jugó brevemente para el Real Valladolid de España junto al también hondureño: Carlos Pavón. En México; el ‘Lobo’ tuvo oportunidad de participar con el Club Zacatepec de la Primera 'A', así como en Deportivo Saprissa de Costa Rica. 
En el club ‘tico’, Guevara se ganó el cariño de aficionados del club quienes lo recuerdan por su talento y habilidades. Pero poco tiempo después saldría de este equipo por una mejor oferta proveniente de la MLS, por consiguiente el 11 de abril de 2003 firmó para los Metrostars de Nueva York. En su primera temporada el ‘Lobo’ Guevara tuvo una destacada actuación aun y cuando solo anotó tres goles y 10 asistencias en la temporada regular y uno en los juegos de postemporada. Con su liderazgo desde la media cancha, el Metrostars pudo clasificar a la final del torneo abierto Lamar Hunt, siendo esta la primera final del club en su corta historia. Para la siguiente temporada del 2004 la presencia de Guevara se hizo sentir enormemente en el Club neoyorquino. El futbolista terminó la temporada como líder de goleo compartido, y se llevó el premio como Mejor Jugador del Año en la Major League Soccer. En la temporada del 2005 la racha ascendente de Amado Guevara continuó; llegando a convertir un total de 11 goles y 11 asistencias en la temporada regular y un gol en la postemporada. Así; Guevara se mantuvo entre uno de los mejores de la liga estadounidense. A inicios del 2006, un conflicto surgió entre Guevara y el MetroStars. El club le permitió al jugador solamente entrenar con el Club Deportivo Motagua, pero Amado jugó para el club hondureño en varios partidos amistosos, ello sin tener el permiso apropiado. Esto ocasionó fuertes debates entre Amado y el presidente del club, Alexi Lalas, quien estaba dispuesto a deshacerse de los servicios del jugador, pero la directiva se opuso y Guevara permaneció en el club. En marzo de 2006 Guevara recibió su tarjeta que lo acredita como residente permanente de los Estados Unidos, esto le permite a la Liga emplear al jugador como nacional y dejar libre una plaza para extranjero en caso de ser necesario. Con la llegada de Bruce Arena como técnico del renombrado Red Bull, Amado Guevara permaneció en el club de Nueva York. En el último juego de la temporada 2006 Guevara anotó un hat trick lo que le permitió al Club, avanzar a semifinales. 
La temporada del 2007 marcó el regreso a los Red Bulls de Claudio Reyna, proveniente de la liga inglesa. Esto significó la salida de Amado Guevara, quien fue entonces transferido a las Chivas USA de Los Ángeles, California. Después de una operación en una de las rodillas, Amado Guevara retornó al terreno de las acciones, y el 8 de abril de 2007 debutó con su nuevo equipo ante el nuevo inquilino de la MLS: el Toronto FC. En ese partido, 'El Lobo' tuvo una discreta actuación, a pesar de que la Chivas USA triunfaron sobre le cuadro canadiense por 2-0. En su último partido con las Chivas USA, el entrenador Preki no quedó satisfecho con la actuación de Guevara y solicitó a la directiva de las ‘Chivas’ la salida del ’Lobo’ argumentando: indisciplina y bajo rendimiento. Y añadió, refiriéndose a Guevara, que «su ego no lo deja triunfar». 
Ante esta situación, el Club decidió enviar a Guevara al equipo canadiense Toronto FC. Pero el jugador se rebeló y dijo que su futuro estaba en Honduras con el Club Deportivo Motagua y no en la Major League Soccer.
Al final los deseos del jugador prevalecieron y firmó con el Club Deportivo Motagua para el torneo Apertura 2007-2008.
En ese torneo, Guevara lideró al equipo hasta la final del campeonato; donde el 'Ciclón Azul' cayó en el partido final por 2-0 ante el Club Deportivo Marathón de San Pedro Sula. Con ese resultado, Guevara y los motaguenses se tuvieron que conformar con el subcampeonato. 
Aun con la pérdida del torneo local, Amado Guevara y el Club Deportivo Motagua tuvieron uno de sus mejores años, al agenciarse la última edición de la Copa Interclubes de la UNCAF. En ese torneo, el 'Lobo' fue clave para que su club dejara en el camino a equipos como el Municipal de Guatemala, San Francisco de Panamá y al Deportivo Saprissa de Costa Rica. Antes de que finalizara el torneo clausura 2008 de la Liga Nacional de Fútbol de Honduras, Amado Guevara tomó la decisión de retornar a la Major League Soccer de los Estados Unidos y firmó para el Toronto FC por cuatro años. En abril, el 'Lobo' hizo su re-debut contra el L.A. Galaxy de David Beckham y Landon Donovan. En ese partido, Guevara destacó dando el primer pase a gol a Danny Dichio. El encuentro terminó con victoria canadiense por 3-2. A la siguiente semana, el Toronto venció al Real Salt Lake por 1-0, con Guevara en el terreno de las acciones.
El 26 de abril, la buena racha del Toronto FC continuó bajo el liderazgo de Amado Guevara. El equipo canadiense, consiguió su tercer triunfo consecutivo (2-0) de la temporada con 2 goles del "Lobo". A pesar de la buena labor de Guevara y el club canadiense, ello no alcanzó para clasificar a los juegos de postemporada en la MLS.
En el año 2009 regresa al nido en el torneo clausura 2009-2010 y pierde la gran final ante el Olimpia.
Ya en el año 2011 el lobo consigue su quinta estrella jugando para el Motagua pero en esta ocasión siendo el capitán del equipo Guevara llevó al título 12 del club anotando dos goles en las finales disputadas en el superclásico ante el Olimpia, llevando al equipo azul a romper la sequía de 4 años sin ganar el título de liga.

#### Selección nacional
Amado Guevara ha sido uno de los jugadores con más partidos internacionales, vistiendo la camisa de la selección de fútbol de Honduras. 
A pesar de su amplia trayectoria en la ‘Bicolor Catracha’, Guevara fue dejado al margen de la selección de fútbol en un par de oportunidades; por problemas con el entrenador.
A través de su amplio recorrido con la camisa nacional de Honduras; Amado tuvo la oportunidad de disputar tres eliminatorias mundialistas, una Copa América, y un mundial Juvenil Sub.20 entre otros torneos. 
En febrero de 2007, ‘El Lobo’ Guevara superó la marca de los 90 partidos internacionales con Honduras, en el juego que su selección sostuvo con la selección de fútbol de El Salvador en Fort Lauderdale, Florida. 
No obstante este récord sería más amplio, si Amado no hubiese sido castigado en un par de oportunidades por las autoridades del fútbol de Honduras. 
En el 2003; Guevara lideró a un puñado de jugadores a sabotear con su ‘no presentación’, a los partidos de repechaje que Honduras sostendría contra Martinica y Trinidad y Tobago, protestando en contra de la federación por premios atrasados. 
A esta acción, el técnico de la selección; Edwin Pavón respondió dejando fuera del equipo a Noel Valladares, Mario Iván Guerrero y Guevara. Los primeros dos jugadores compraron su boleto de vuelta a Honduras, mientras que Guevara se quedó con el equipo aunque no jugó. Los tres jugadores fueron castigados por la FENAFUTH. 
Después de esta suspensión; Guevara protagonizó otro capítulo de indisciplina al emitir declaraciones fuertes en contra la comisión hondureña de disciplina. Por estas palabras el ‘Lobo’ también fue suspendido, castigo que cumplió en enero de 2007 por lo que pudo participar en los juegos amistosos que Honduras protagonizó en febrero de 2007. 
A pesar de haberse perdido varios partidos con la selección de fútbol de Honduras por suspensión; Guevara ha tenido la oportunidad de disputar tres eliminatorias mundialistas: Francia 1998, Corea Japón 2002, y Alemania 2006. Por fin, ‘El Lobo’ tuvo la fortuna de lograr la tan ansiada clasificación al mundial de adultos en el proceso rumbo a Sudáfrica 2010. 
Antes de eso, la oportunidad más cercana la tuvo para Corea Japón 2002; cuando Honduras fue eliminada en el último partido contra México el 11 de noviembre de 2001. En las otras dos eliminatorias que participó el ‘Lobo’, Honduras fue eliminada en la primera ronda de las eliminatorias. 
En sus años de juvenil, Guevara tuvo su única oportunidad de ser mundialista, cuando clasificó con Honduras al mundial Sub.20 de Catar en 1995. Una vez en el mundial; Honduras tuvo una pobre actuación y se llevó el infame récord de haberse quedado con siete jugadores, por la expulsión de cuatro jugadores y la lesión de un quinto en el partido contra Países Bajos.
El mejor torneo oficial de Amado Guevara a lo largo de toda su carrera futbolística lo protagonizó durante la Copa América de Colombia en el 2001. En aquella ocasión; Guevara lideró a la selección de fútbol de Honduras al tercer lugar, luego de vencer a Uruguay en tiros desde el punto penal. 
Antes, Guevara y el equipo hondureño habían eliminado a Brasil en cuartos de final. En la culminación del torneo, la prensa deportiva especializada nombró a Amado Guevara como El Mejor Jugador de esa competencia continental.
Para la Copa Oro a disputarse en junio de 2007; el seleccionador Reynaldo Rueda volvió a convocar a Guevara, para que fuera parte de este torneo de la Concacaf con la selección de fútbol de Honduras.
En este torneo de la Concacaf, Guevara cumplió 100 partidos con la camisa de la selección de fútbol de Honduras en el partido que éste jugó en contra de la selección de fútbol de Guadalupe. El encuentro terminó siendo ganado por los caribeños 0-1, lo que significó la eliminación de Honduras de dicho torneo.
El 30 de mayo de 2008 el 'Lobo' jugó su último partido de preparación, con Honduras previo al primer partido de la eliminatoria rumbo a Sudáfrica 2010. El encuentro realizado en el Lockhart Stadium de Fort Lauderdale, terminó empatado a uno con Venezuela y donde Guevara sufrió una pequeña lesión en la rodilla. Aun así, estuvo en la victoria de Honduras sobre Puerto Rico el 4 de junio de 2008 por (4-0). Este partido, significó el comienzo de la cuarta eliminatoria mundialista para el 'Lobo'. 
En la siguiente fase de las eliminatorias, el 'Gran Capitán' fue parte fundamental para que Honduras lograra un boleto a la Hexagonal final de las eliminatorias. Guevara tuvo participación en todos los encuentros realizados en contra de México, Canadá y Jamaica.
En diciembre de 2008 Guevara fue convocado a participar en la Copa de Naciones de la UNCAF 2009. Durante ese torneo realizado en Tegucigalpa, donde Honduras logró el tercer lugar Guevara fue expulsado en dos oportunidades; ante Belice y El Salvador. Posteriormente, Guevara fue convocado para el partido contra Costa Rica por la hexagonal final de la Concacaf y se mantuvo ahí, con la cinta de capitán hasta que la selección consiguió el ansiado pase a Sudáfrica 2010 tras derrotar a El Salvador

##### Participaciones en Copas del Mundo
| Mundial                                | Sede      | Resultado    |
| -------------------------------------- | --------- | ------------ |
| Copa Mundial de Fútbol Juvenil de 1995 | Catar     | Primera fase |
| Copa Mundial de Fútbol de 2010         | Sudáfrica | Primera fase |

## Clubes

### Como jugador
| Club               | País           | Año       |
| ------------------ | -------------- | --------- |
| Motagua            | Honduras       | 1993-1994 |
| Real Valladolid    | España         | 1995      |
| Motagua            | Honduras       | 1996-2001 |
| Toros Neza         | México         | 2001      |
| Zacatepec          | México         | 2002      |
| Saprissa           | Costa Rica     | 2002      |
| MetroStars         | Estados Unidos | 2003-2005 |
| New York Red Bulls | Estados Unidos | 2006      |
| Chivas USA         | Estados Unidos | 2007      |
| Motagua            | Honduras       | 2007-2008 |
| Toronto FC         | Canadá         | 2008-2009 |
| Motagua            | Honduras       | 2010-2013 |
| Marathón           | Honduras       | 2014      |

### Como asistente técnico
| Club                  | País     | Año       |
| --------------------- | -------- | --------- |
| Selección de Honduras | Honduras | 2014-2017 |

### Como entrenador
| Club                             | País        | Año       |
| -------------------------------- | ----------- | --------- |
| Selección de Honduras (interino) | Honduras    | 2016      |
| Selección de Puerto Rico         | Puerto Rico | 2018-2019 |
| Selección Sub-20 de Puerto Rico  | Puerto Rico | 2018-2019 |

## Estadísticas como entrenador
| Selección de Honduras Honduras       | Eliminatorias Mundial 2018             | 5 | 3 | 1 | 1 | 66.67% |
| Selección de Honduras Honduras       | Total                                  | 5 | 3 | 1 | 1 | 66.67% |
| Selección de Puerto Rico Puerto Rico | Eliminatorias Liga de Naciones 2019-20 | 1 | 0 | 0 | 1 | 0%     |
| Selección de Puerto Rico Puerto Rico | Total                                  | 1 | 0 | 0 | 1 | 0%     |
| Total como entrenador                | Total como entrenador                  | 6 | 3 | 1 | 2 | 55.56% |
| Fuente                               |                                        |   |   |   |   |        |

## Palmarés

### Como jugador

#### Campeonatos nacionales
| Título          | Club    | País     | Año  |
| --------------- | ------- | -------- | ---- |
| Torneo Apertura | Motagua | Honduras | 1997 |
| Torneo Clausura | Motagua | Honduras | 1998 |
| Torneo Apertura | Motagua | Honduras | 1999 |
| Torneo Clausura | Motagua | Honduras | 2000 |
| Torneo Clausura | Motagua | Honduras | 2011 |

#### Campeonatos internacionales
| Título                       | Club    | País     | Año  |
| ---------------------------- | ------- | -------- | ---- |
| Copa Interclubes de la Uncaf | Motagua | Honduras | 2007 |

#### Distinciones individuales
| Distinción                            | Año  |
| ------------------------------------- | ---- |
| Mejor Jugador de la Copa América 2001 | 2001 |
| Jugador Más Valioso de la MLS         | 2004 |
| Bota de Oro de la MLS                 | 2004 |